# Thronehammer
Thronehammer ist eine internationale Epic-Doom-Band, die 2012 von Stuart West als Nebenprojekt zu Obelyskkh gegründet wurde.

## Bandgeschichte
Thronehammer wurde zunächst 2012 von Stuart West (bürgerlich: Torsten Trautwein) als Nebenprojekt zu Obelyskkh gegründet. Nach nur einem Demotrack im gleichen Jahr ruhte die Band bis 2018 als Tim Schmidt (Pseudonym: Tim Hammersmith, unter anderem bei Seamount und Naked Star) und Kat Shevil Gillham (unter anderem Blessed Realm, Lucifer’s Chalice) der Band beitreten. Erstes Lebenszeichen des neuen Line-Ups wurde die Split-EP Vol. 1 - Vampire Bites zusammen mit Lord of Solitude über das Label The Church Within Records. Es folgte eine Tour mit Lord Vicar.
2019 folgte das Album Usurper of the Oaken Throne, ebenfalls über The Church Within. Das Album kam in der Doom-Metal-Szene gut an und so spielte die Band im gleichen Jahr auf dem Festival Hammer of Doom.
2021 folgte das zweite Album Incantation Rites, mit dem die Band Platz 85 der deutschen Charts erreicht. Das Album erschien über das deutsche Independent-Label Supreme Chaos Records. Tom Lubowski vergab im deutschen Metal Hammer 6 von 7 Punkte und urteilte lobend: "INCATATION RITES wirkt noch einen Zacken abwechslungsreicher, runder und durchdachter als sein nicht minder brillanter Vorgänger, ohne dass Thronehammer das charakteristische Doom-Stampf-Schritttempo verlassen – ein wahres Fest für alle Genrefans. Und ein heißer Kultstatus-Anwärter!"

## Stil
Thronehammer ist eine multinational organisierte Epic-Doom-Band. Stuart West und Tim Schmidt wohnen nahe beieinander, während Sängerin Kat Shevil Gillham aus dem englischen Durham stammt. Dementsprechend fanden die ersten Arbeiten vor allem online statt.
Die einzelnen Kompositionen zeichnen sich durch ihre Länge aus, die oft die zehn Minutenlänge überschreiten. Die Songs sind relativ langsam und enthalten Elemente des Sludges. Neben genrespezifischen Einflüssen wie Candlemass, Solitude Aeturnus, Goatsnake, Saint Vitus und Electric Wizard sind Bathory ein großer Einfluss. Die Texte behandeln die Kraft und Gefahren der Natur, aber auch Fantasy-Themen wie Schlachten und Krieg.

## Diskografie

### Alben
- 2019: Usurper of the Oaken Throne (The Church Within Records)
- 2021: Incantation Rites (Supreme Chaos Records)
- 2023: Kingslayer (Supreme Chaos Records)

### Weitere Veröffentlichungen
- 2012: Black Mountain Dominion (Demo)
- 2018: Vol. 1 – Vampire Bites (Split-EP mit Lord of Solitude, The Church Within Records)